# Живомир Јоковић
Живомир Јоковић (Страгари, код Крагујевца, 30. август 1929 — Београд, 15. новембар 2024) био је српски редитељ, глумац-луткар, писац и преводилац.

## Биографија
У Крагујевцу завршава гимназију, Академију за позориште, филм, радио и телевизију у Београду, а за позориште за децу специјализовао се на Луткарској академији у Прагу 1959. године.
Био је глумац у Позоришту „Бошко Буха” и глумац, редитељ, уметнички директор дечјих позоришта „Биберче" и „Пинокио” у Београду, као и дугогодишњи Уптравник Дечјег позоришта „Пинокио”.  Бавио се режијом, преводом, адаптацијама и писањем текстова за дечију и луткарску сцену, као и педагошким радом.

## Представе
Изведена су му дела:
- Прича о вуку и Црвенкапи (1987), Позориште „Пинокио"
- Принцеза и ала (1991), Позориште „Пинокио"